# The Split Nugget
The Split Nugget è un cortometraggio muto del 1913 scritto e diretto da Wilbert Melville.

## Trama
John Stanton, un minatore, vive poveramente con la moglie e i due figli, un maschio e una femmina, in una capanna. Il figlio, un giorno, trova una grossa pepita che il padre taglia in due, regalando i due pezzi ai figli. Mentre lui e il ragazzo sono fuori a lavorare, la capanna viene attaccata dagli indiani che uccidono la moglie e danno fuoco alla casa. Stanton, accorso, viene ferito mortalmente. Prima di morire, chiede al figlio di ritrovare la sorella che è stata rapita.

## Produzione
Il film fu prodotto dalla Lubin Manufacturing Company.

## Distribuzione
Distribuito dalla General Film Company, il film - un cortometraggio di una bobina - venne distribuito nelle sale USA l'11 aprile 1913.